# Luminogram
Luminogram je slika, obično napravljena s umjetničkom svrhom, nastala izravnim izlaganjem fotoosjetljivih materijala svjetlu.
Luminogram je varijacija fotograma, a izrađuje se u mračnoj komori izravno na fotoosjetljivom papiru te kemijski razvijena i fiksirana normalno.
Dok fotogram koristi sjene objekata, u luminogramu se svjetlost modulira promjenom intenziteta kroz udaljenost od fotoosjetljive površine, snagom ili oblikom izvora svjetlosti, ili se ublažava filtrima ili gelovima, ili pomicanjem svijetla, često svjetiljke male snage. Sam papir može se oblikovati (savijanjem ili gužvanjem) kako bi se stvorili željeni efekti na konačnoj slici.